# فاطمه غفوری مراد

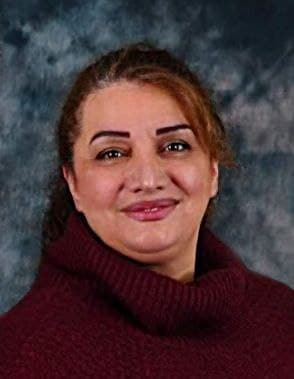
فاطمه غفوری مراد، مربی ایرانی دارت

فاطمه غفوری مراد (زادهٔ ۱۳۴۳) بازیکن و مربی ایرانی دارت است . او بین سال‌های ۲۰۰۵ تا ۲۰۰۸ سرمربی تیم ملی دارت بانوان ایران بود.

## مربی‌گری
غفوری مراد اولین زن ایرانی دارای مدرک مربیگری دارت از فدراسیون جهانی دارت (WDF) است. او اولین سرمربی تیم ملی دارت بانوان ایران بود و در جام ملت‌های آسیا و اقیانوسیه ۲۰۰۶ مالزی هدایت تیم ایران شامل سحر ظهوری (نخستین مدال آور ایرانی در رشته دارت) و مرجان کارگر جدی (مقام پنجم این دوره از مسابقات) را بر عهده داشت. وی به دلیل جوایز کسب شده از سوی رئیس‌جمهور و رئیس سازمان تربیت بدنی مورد تقدیر قرار گرفت. غفوری مراد اکنون در استرالیا زندگی می‌کند.